# Hans van Swol
Albertus Christiaan van Swol, né le 22 août 1914 à Amsterdam et mort le 10 mai 2010 à Amsterdam, est un joueur de tennis néerlandais.

## Biographie
Joueur talentueux, il a hélas eux ses meilleurs années pendant la guerre. Peu enclin à voyager, il joua principalement dans son pays, au Royaume-Uni (où il travailla de 1956 à 1964) et quelques éditions de Roland Garros. Il arrête le tennis à la fin des années 1950 à cause d'une blessure à l'épaule.
Van Swol a joué 16 rencontres de Coupe Davis entre 1937 et 1955, 18 matchs remportés pour 21 défaites (8/16 en simple et 10/5 en double).
5 huitièmes de finale à tournoi de Wimbledon en 1946, 1948, 1949, 1950, 1951. Quart de finale en double 1938, 1939, 1946.
Également plongeur, joueur de rugby (avec l'équipe national en 1934) et de baseball. En 1957, il se marie en troisièmes noces à la soprano de renommée mondiale Gre Brouwenstijn (morte en 1999) rencontrée lors d'un gala de charité pour enfants malades. Il fut le premier médecin à la télévision néerlandaise, sur VPRO. Pendant la guerre, il a caché des juifs chez lui jusqu'à ce qu'un voisin le dénonce, après guerre, il refusa de jouer en double avec un joueur qui avait collaboré.

## Palmarès
- Surrey Championships en 1946
- Surrey Grass Courts en 1946